# チュリム人
チュリム人（チュリムじん、タタール語: Чулым татарлары;  ロシア語: Чулымцы;  英語: Chulyms）とは、ロシア連邦に居住するテュルク系少数民族である。

## 概要
チュリム人は、クラスノヤルスク地方およびトムスク州を流れるチュリム川に河岸に居住する民族で、チュルク語族共通チュルク語派のシベリア・チュルク語群に属するチュリム語を話す。
チュリム人の民族名は、最初に居住したチュリム川に由来する。タタール人の一派とみなされ、チュリム・タタール人と呼ばれることもある。
チュリム族の民話と文化は現在まで継承されており、シャーマニズムの伝統を守っているが、固有の言語であるチュリム語を理解するのは、355人ほどいる人口の12%に止まり、母語として完全に習得している話者は14人にすぎないとされている。そのため、現在ではチュリム語の保護活動が行われている。